# 阿雷西沃
18°28′27″N 66°42′57″W / 18.47417°N 66.71583°W

在波多黎各的位置

阿雷西沃（英語），綽號科雷亞上校城 （La Villa del Capitán Correa）、Muy Leal、Ciudad del Cetí、阿雷西沃海岸 （La Ribera del Arecibo）和北方鑽石 （Diamante del Norte），是美國屬土波多黎各的一個自治市，位於波多黎各島西北部沿海。面積443.46平方公里。2000年人口100,131人，是該島第七大城市。下分阿雷西沃市和18區。
1616年5月1日建立。
著名的阿雷西博射电望远镜即设在此地，惟今日已全毁。